# ریتوپولوژی
ریتوپولوژی (انگلیسی: Retopology) مرحله‌ای از مدل‌سازی سه‌بعدی است که در آن شبکه چندضلعی یک شی اصلاح یا بازآفرینی می‌شود تا در عین حال که همان شکل فیزیکی مدل را حفظ می‌کند، طرح‌بندی تمیزتری به دست آید.  در حال حاضر ریتوپولوژی به دلیل پیچیدگی یک فرآیند عمدتاً دستی است، اما ابزارهایی وجود دارد که به هنرمندان آثار سه‌بعدی کمک می‌کند. الگوریتم‌های ریتوپولوژی خودکار و نیمه خودکار یک زمینه فعال تحقیقاتی هستند. تکنیک های پیشرفته نتایج خوبی را در برخی موارد، اما نه همه، ارائه می دهند. بیشتر مدل‌های ارگانیک، به‌ویژه آن‌هایی که متحرک هستند یا در برنامه‌های بلادرنگ استفاده می‌شوند، باید با توپولوژی تمیز ایجاد شوند تا به درستی تغییر شکل دهند (در صورت استفاده از انیمیشن اسکلتی)، رندر با سایه‌زنی صاف و دقیق، و جلوگیری از تعداد بیش از حد چند ضلعی که می‌تواند منجر به کاهش عملکرد شود.
ریتوپولوژی نقش مهمی در صنایع متعددی مانند انیمیشن، بازی، جلوه‌های بصری، واقعیت مجازی و چاپ سه‌بعدی ایفا می کند. در انیمیشن و بازی‌سازی ریتوپولوژی این امکان را می‌دهد که شخصیت‌ها در حین حرکت، به آرامی شکلی مناسب با وضعیت به خود بگیرند و متحرک‌سازی را واقعی و باورپذیر جلوه می‌دهد. در جلوه‌های بصری، امکان ایجاد مدل‌های باکیفیت با هندسه بهینه را برای ادغام یکپارچه با فیلم‌های لایو اکشن فراهم می‌کند، در حالی که در چاپ سه بعدی برای بهینه‌سازی مدل‌ها برای فرآیندهای چاپ کارآمد استفاده می‌شود. 